# Nephelodes demaculata
Nephelodes demaculata là một loài bướm đêm trong họ Noctuidae.